# Valberto Amorim dos Santos
Valberto Amorim dos Santos (* 16. März 1973 in Santos), auch bekannt als Beto, ist ein ehemaliger brasilianischer Fußballspieler.

## Karriere
Beto begann seine Karriere 1993 bei AA Portuguesa (SP). 1994 wechselte er zum japanischen Zweitligisten NEC Yamagata. 1995 kehrte er zu Portuguesa zurück. Danach spielte er bei AA Internacional (Limeira) und Anápolis FC. 1998 unterschrieb er einen Vertrag beim Zweitligisten Londrina EC. 1999 wechselte er zum Erstligisten SE Gama. Von 2000 bis 2001 war er beim portugiesischen Belenenses Lissabon unter Vertrag. 2002 wechselte er zum japanischen Zweitligisten Albirex Niigata. 2003 kehrte er nach Brasilien zurück und unterschrieb einen Vertrag bei União Agrícola Barbarense FC. Von 2004 bis 2006 war er beim Erstligisten Paraná Clube unter Vertrag. Ende 2006 beendete er seine Karriere als Fußballspieler.